# 塞佩达
塞佩达，是西班牙卡斯蒂利亚-莱昂萨拉曼卡省的一个市镇。 总面积11平方公里，总人口494人（2001年），人口密度45人/平方公里。